# Platyzosteria coolgardiensis
Platyzosteria coolgardiensis es una especie de cucaracha terrestre del género Platyzosteria, tribu Polyzosteriini, subfamilia Polyzosteriinae. Fue descrita científicamente por Tepper en 1895.

## Distribución
Se distribuye por Oceanía: Australia Occidental.